# Monnina cuneata
Monnina cuneata är en jungfrulinsväxtart som beskrevs av A. St.-hil.. Monnina cuneata ingår i släktet Monnina och familjen jungfrulinsväxter. Inga underarter finns listade i Catalogue of Life.